# 直木町
直木町（なおきちょう）は、鹿児島県鹿児島市の町。旧薩摩国日置郡伊集院郷直木村、日置郡上伊集院村大字直木、日置郡松元町大字直木。郵便番号は899-2705。人口は839人、世帯数は385世帯（2020年4月1日現在）。面積は6.8平方キロメートル。

## 地理
鹿児島市の西部、下谷口川支流上谷口川及び永吉川支流永田川、二俣川の上流域に位置しており、標高約170mの台地に集落が点在している。町域の北方には日置市伊集院町下谷口、南方には四元町、平田町、西方には入佐町、日置市吹上町永吉、東方には上谷口町がそれぞれ接している。
古くよりこの付近には集落があったと考えられ東昌寺や立元などから縄文初期の土器が出土し、山方などから弥生土器等が出土している。北部には鹿児島市立東昌小学校が所在している。

## 歴史

### 先史時代
直木からは東昌寺遺跡及び山方遺跡、立元遺跡が発見されており、東昌寺遺跡は1952年（昭和27年）に発掘調査が実施された。東昌寺遺跡からは弥生時代前期の弥生土器を中心に縄文時代の縄文土器（市来式土器、御領式土器など）も出土した。山片遺跡からは弥生土器が出土し、立元遺跡からは塞ノ神式土器、石鏃などが出土している。

### 直木の成立と中世
直木という地名は室町時代より見え、応永25年（1418年）の伊集院道応寄進状に「薩摩国伊集院直木内坂上門水田六段並薗三ヶ所事」と記載があるのが初見であると考えられている。14世紀から15世紀までの間に山方や牟田、池田、向原などが開拓された。そのうち坂上門の水田六反、園三ヶ所が伊集院の広済寺に寄進された。南北朝時代になり直木が村として成立したとされる。

### 近世の直木
江戸時代には薩摩国日置郡伊集院郷（外城）のうちであった。村高は「郡村高辻帳」及び「天保郷帳」では862石余、「三州御治世要覧」では784石余、「旧高旧領取調帳」では875石余であった。村内は上直木、中直木、下直木、平谷、四元などの字に分かれていた。
直木村は薩摩藩の直轄地であり、伊集院地頭の支配下に置かれていた。直木村の郷士らは元治元年（1864年）の長州征伐や、1868年の戊辰戦争では外城三番隊として参戦した。文化8年（1811年）には茶39匁が南原門の上納品として記されており、これが松元茶の沿革では最も古いものである。明治時代になり直木村には戸長役場が設置されたが、1884年（明治17年）に上谷口村の戸長役場に統一された。1886年（明治19年）に直木簡易小学校が設立された。直木簡易小学校は入佐簡易小学校と1892年（明治25年）に合併し、東昌尋常小学校（現在の鹿児島市立東昌小学校）となった。

### 町村制施行以後
1889年（明治22年）に町村制が施行されたのに伴い、それまでの伊集院郷の南部にあたる上谷口村、春山村、石谷村、入佐村、直木村、福山村の区域より日置郡上伊集院村が成立した。それに伴い、それまでの直木村は上伊集院村の大字「直木」となった。同年には第十一区巡査駐在所が設置され、直木村と春山村を管轄した。明治時代から大正時代にかけて植林や茶、煙草、桑の栽培が盛んとなった。
1960年（昭和35年）4月1日には上伊集院村が改称し松元村となり、同時に松元村が町制施行し松元町となった。1967年（昭和42年）には直木に設置されていた伊集院警察署の駐在所が統合され廃止された。
2001年（平成13年）に上谷口字茂谷の区域を直木字馬渡に編入し、入佐字滝ノ元を直木字永尾に編入した。2004年（平成16年）2月2日には大字直木のうち、字下平谷・フツキケ谷・大平・野添・白見谷・モスカ岡・下飛渡・瀬戸・根越・田ノ頭・塔ノ原・五島平・角免・五田・一里坂・上飛渡・平谷・三ツ葉山の区域より大字平田が設置され、大字直木のうち字松ヶ谷・名付・ヲサシキ・小豆山・丸山・高付・城ノ河内平・水ノ手・荷崎山・三反田・谷之木場・野角・野首・小麦田・笹ヶ尾・笹ヶ尾平・石垣岡・冷水平・長迫・古園・池之山・馬渡・荷付岩・松原・鍋山・添ヶ迫・大迫平・長山・久木宇都・堤山・鍋原・段座平・中尾・外園・西ノ迫・大久保原・草木原・小路山原・北迫・中園・別心・無崎平・大崎・別心原・内迫平・井ノ木ヶ谷・井川平・川路山・前田・須ヶ牟田より大字四元（上谷口の区域を含む）が設置された。
同年11月1日に松元町が日置郡郡山町、鹿児島郡吉田町、桜島町、揖宿郡喜入町と共に鹿児島市に編入された。合併に際して設置された法定合併協議会である鹿児島地区合併協議会における協議によって、松元町の区域の大字については「字の区域を廃止し、当該廃止された字の区域に相当する区域により新たに町の区域を設定し、その名称については表示案に基づき、各町の意向を尊重し合併までに調整するものとする」と協定された。
前述の協定に基づいて、合併前の10月26日に鹿児島県の告示である「 町の区域の設定及び字の廃止」が鹿児島県公報に掲載された。この告示の規定に基づき、それまでの大字直木は廃止され、大字直木の全域を以て新たに鹿児島市の町「直木町」が設置された。

### 字域の変遷
| 変更後                 | 変更年             | 変更前                   |
| ---------------------- | ------------------ | ------------------------ |
| 大字直木字馬渡（編入） | 2001年（平成13年） | 大字上谷口字茂谷（一部） |
| 大字直木字永尾（編入） | 2001年（平成13年） | 大字入佐字滝ノ元（一部） |
| 大字四元（新設）       | 2004年（平成16年） | 大字直木（一部）         |
| 大字四元（新設）       | 2004年（平成16年） | 大字上谷口（一部）       |
| 大字平田（新設）       | 2004年（平成16年） | 大字直木（一部）         |

## 人口

### 資料統計
| 統計年次〔年〕     | 世帯数〔世帯〕 | 総人口〔人〕 | 備考  |
| ------------------ | -------------- | ------------ | ----- |
| 1881年（明治14年） | 306            | 1,605        | [ 8 ] |
| 1960年（昭和35年） | 535            | 2,252        | [ 8 ] |
| 1970年（昭和45年） | 508            | 1,772        | [ 8 ] |

### 国勢調査
以下の表は国勢調査による小地域集計が開始された1995年以降の人口の推移である。
| 年                 | 人口  |
| ------------------ | ----- |
| 1995年（平成7年）  | 1,473 |
| 2000年（平成12年） | 1,423 |
| 2005年（平成17年） | 904   |
| 2010年（平成22年） | 906   |
| 2015年（平成27年） | 854   |

## 施設

### 公共
- 松元ダム[33]
- 農畜産物処理加工センター[34]

### 教育
- 鹿児島市立東昌小学校[35]

### 郵便局
- 直木簡易郵便局[36]
1950年（昭和25年）2月1日開局[37]。

### 寺社
- 鎮守神社[12][38]

## 小・中学校の学区
市立小・中学校に通う場合、学区（校区）は以下の通りとなる。
| 町丁   | 番・番地 | 小学校               | 中学校               |
| ------ | -------- | -------------------- | -------------------- |
| 直木町 | 全域     | 鹿児島市立東昌小学校 | 鹿児島市立松元中学校 |

## 交通

### 道路
主要地方道
- 鹿児島県道35号永吉入佐鹿児島線

一般県道
- 鹿児島県道291号松元川辺線

広域農道
- 日置広域農道